# Ramaricium
Ramaricium is een geslacht van schimmels behorend tot de familie Gomphaceae. De typesoort is Ramaricium occultum.

## Soorten
Volgens Index Fungorum telt het geslacht vier soorten (peildatum maart 2023), te weten:
| Soortnaam                  | Auteur(s)              | Publicatiejaar |
| -------------------------- | ---------------------- | -------------- |
| Ramaricium alboflavescens  | (Ellis & Everh.) Ginns | 1979           |
| Ramaricium albo-ochraceum  | (Bres.) Jülich         | 1977           |
| Ramaricium flavomarginatum | (Burt) Ginns           | 1979           |
| Ramaricium occultum        | J. Erikss.             | 1954           |